# アキン・マボグンジェ

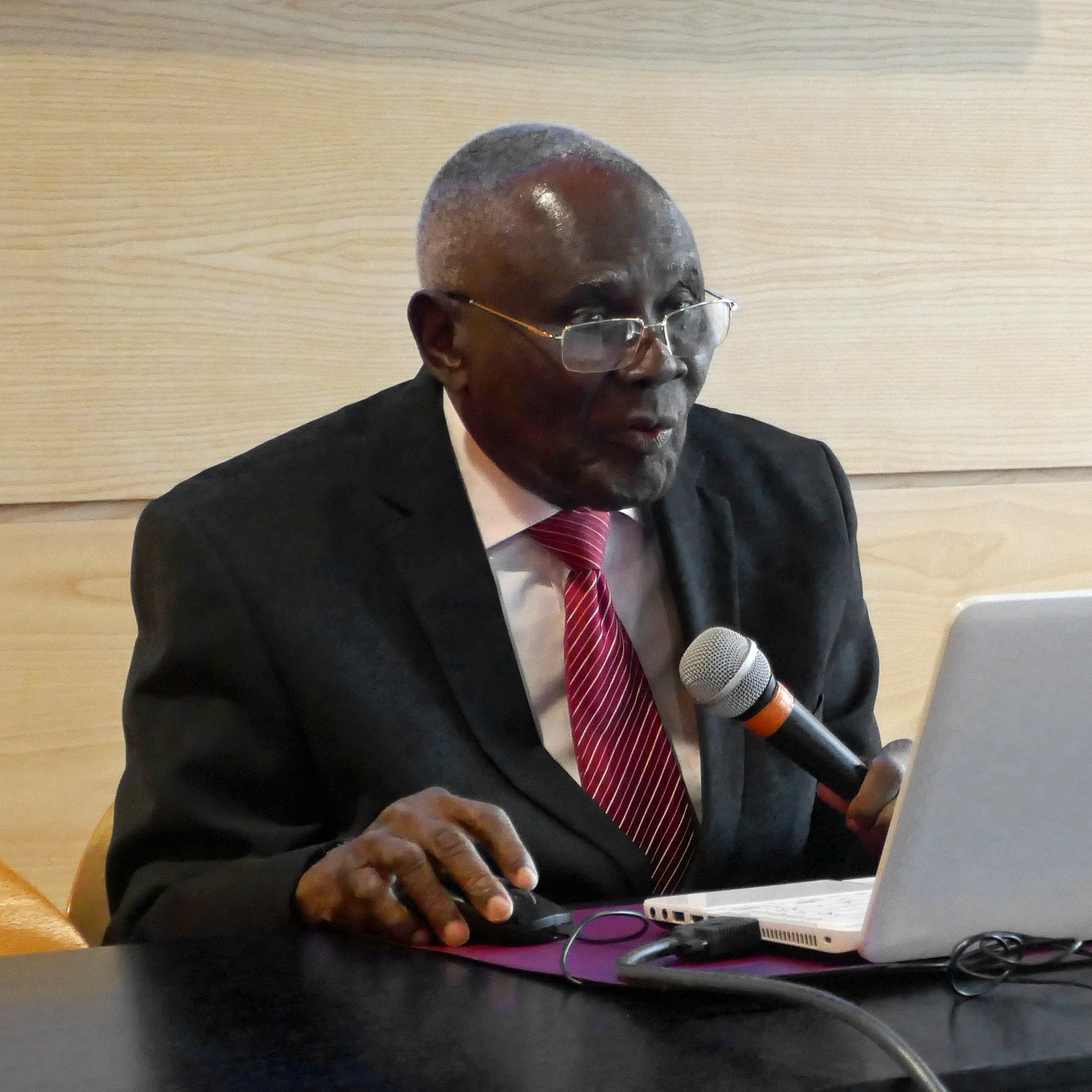
アキン・マボグンジェ

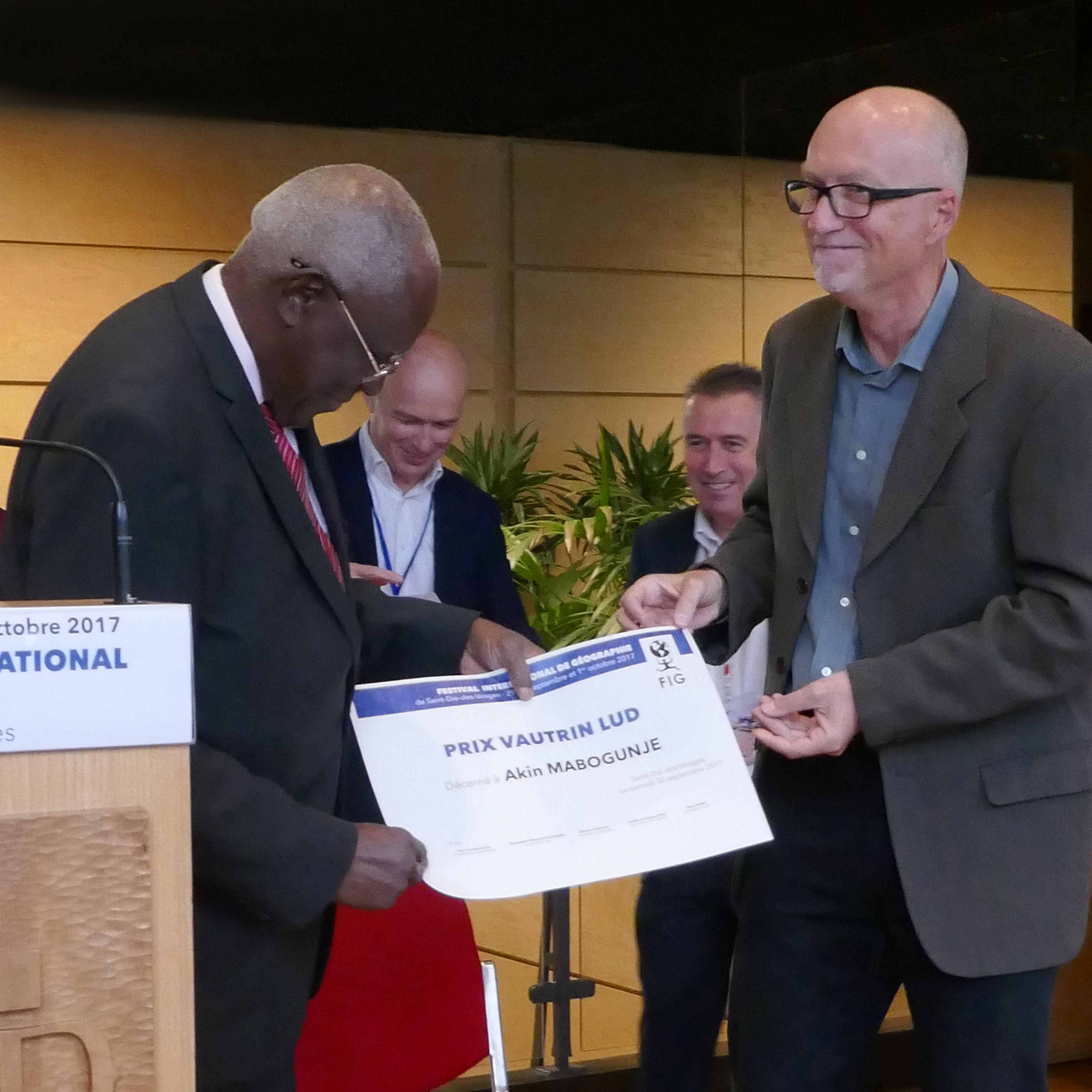
2017年、ヴォートラン・ルッド国際地理学賞を受賞したマボグンジェ。

アキン・マボグンジェ（Akin Mabogunje、1931年10月18日 - 2022年8月4日）は、ナイジェリアの地理学者。アフリカ人として最初に国際地理学連合会長を務めた。1999年には、アフリカ人では初めて米国科学アカデミーの外国人会員に選出された。2017年には、アメリカ芸術科学アカデミーの外国人名誉会員に選出され、また、ヴォートラン・ルッド国際地理学賞を受賞した。

## 経歴
イバダンのユニヴァーシティ・カレッジ（University College, Ibadan：後のイバダン大学）を経て、ユニヴァーシティ・カレッジ・ロンドン (UCL) に学び、UCLで学士号を得た。以降は、イバダン大学で長く教鞭をとり、数多くの学職や公職を務めた。1980年から1984年にかけて、国際地理学連合会長を務めた。

## 研究
1968年、マボグンジェは『Urbanization in Nigeria』を著し、都市化と国家形成について論じた。この本の中で、マボグンジェは、分業による専門家の存在だけでは都市化を生じさせるには不十分であると論じた。そこでは、食糧生産の余剰、権力を掌握した少数者の集団による余剰の支配と平和秩序の維持、専門家に物資を供給する商人階級、という3つの「限定条件 (limiting conditions)」が揃うことが必要とされた。

## 関連文献
- Filani, Michael Olanrewaju; Okafor, Stanley I (1 October 2006). Foundations for urban development in Africa: the legacy of Akin Mabogunje (Report). Washington, DC: World Bank.